# Парринелло, Микеле
Микеле Парринелло (Michele Parrinello; род. 7 сентября 1945 года, Мессина, Италия) — итальянский учёный, физик и химик, материаловед, один из наиболее высокоцитируемых учёных.
Доктор, профессор Университета Лугано и ETH Zurich, членкор Академии деи Линчеи, иностранный член Лондонского королевского общества (2004) и НАН США (2010).
Известен как разработчик метода Кара — Парринелло. Сотрудничает с Roberto Car с 1984 года.
Окончил по физике Болонский университет (1968).
C июля 2001 года профессор ETH Zurich, перед чем являлся директором Max Planck Institute for Solid State Research в Германии.
Член Американской академии искусств и наук, International Academy of Quantum Molecular Science, Берлинско-Бранденбургской академии наук (2000), European Academy of Sciences (2004).
Фелло Американского физического общества (1991).
Автор более 600 публикаций.

## Награды и отличия
- Премия «Еврофизика» (1990)
- Aneesur Rahman Prize for Computational Physics[англ.] (1995)
- Почётный профессор (1995)
- ACS Award in Theoretical Chemistry (2001)
- Schrödinger Medal[англ.] (2005)
- Sidney Fernbach Award[англ.] (2009)
- Dirac Medal[англ.], ICTP (2009)
- Marcel Benoist Prize[англ.] (2011)
- Enrico Fermi Prize[англ.] (2012)
- Joseph O. Hirschfelder Prize (2012-13)
- Dreyfus Prize in the Chemical Sciences[англ.] (2017)[9]
- Медаль Бенджамина Франклина, Институт Франклина (2020)[10]